# Leucauge volupis
Leucauge volupis este o specie de păianjeni din genul Leucauge, familia Tetragnathidae. A fost descrisă pentru prima dată de Keyserling, 1893. Conform Catalogue of Life specia Leucauge volupis nu are subspecii cunoscute.